# گورستان لیک ویو (سیاتل)
گورستان لیک ویو (انگلیسی: Lake View Cemetery) یک گورستان در سیاتل، واشینگتن، ایالات متحده آمریکا است.
این گورستان که در سال ۱۸۷۲ تأسیس شده‌است دارای ۴۰ جریب وسعت و ۴۰٬۰۰۰ قبر می‌باشد.

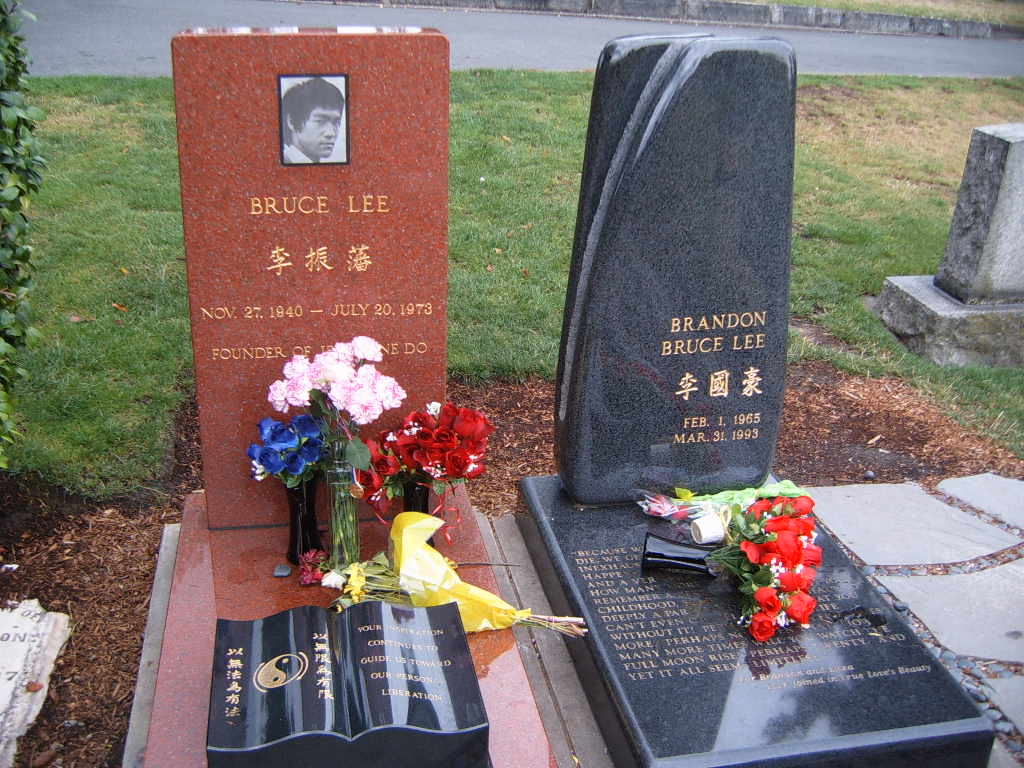
آرامگاه بروس لی و فرزندش برندون لی

## افراد مشهور مدفون
- بروس لی
- برندان لی
- جان دبلیو. نورداستروم